# 上淵寿
上淵 寿（うえぶち ひさし、1965年 - ）は、日本の心理学者、早稲田大学教育・総合科学学術院教授。専門は教育心理学、発達心理学。

## 来歴
早稲田大学教育学部教育学科教育心理学専修、東京学芸大学大学院教育学研究科修士課程学校教育専攻、東京大学大学院教育学研究科修士課程教育心理学専攻、東京大学大学院教育学研究科博士後期課程総合教育科学専攻（教育心理学コース）に所属。2006年に「達成目標が学習及び情動に及ぼす影響 : 統合的なモデルを目指して」で東京学芸大学より博士号（教育学）を授与される。
1997年より東京学芸大学教育学部心理学科での講師、助教授、同大学教育学部教育心理学講座での准教授、教授を経て、2017年より早稲田大学教育・総合科学学術院教授に着任。
主に、動機づけ、学習、感情に関する研究や著述を行っている。特に、動機づけ、感情、教授学習の統合的理解を目指している。

## 著作

### 共編著
- 『動機づけ研究の最前線』編著 北大路書房 2004年
- 『感情と動機づけの発達心理学』編著 ナカニシヤ出版 2008年
- 『キーワード　動機づけ心理学』編著 金子書房 2012年
- 『読んでわかる教育心理学』多鹿秀継ほか共著 サイエンス社 2018年
- 『新・動機づけ研究の最前線』大芦治共編著 北大路書房 2019年
- 『情動制御の発達心理学』平林秀美共編著　ミネルヴァ書房　2021年

### 翻訳
- マイケル・ルイス『恥の心理学―傷つく自己』高橋惠子監訳 ミネルヴァ書房 1997年
- ウーシャ・ゴスワミ『子どもの認知発達』岩尾卓実ほか共訳 新曜社 2003年